# Pedro Llorca Pérez
Pedro Llorca Pérez fou un empresari i polític alacantí. Va ser president del Sindicat de Naviliers i Consignataris, i també va presidir la Lliga Marítima Espanyola en 1914 i la Cambra de Comerç d'Alacant en 1910-1913 i 1915-1916. Va abandonar la Cambra de Comerç quan va entrar en conflicte amb la Junta d'Obres del Port en imposar aquesta una oficina recaptatòria.
Políticament, des de 1901 era president del comitè alacantí del Partit Conservador i seguidor de Salvador Canals y Vilaró. Fou regidor de Beneficència, sanitat i higiene el 1904-1905 i d'incendis, presons i arbrat el 1921-1922. Fou escollit alcalde d'Alacant d'abril a novembre de 1922. En 1930 fou un dels signants a la província d'Alacant del Manifest de la Unió Agrària, que va constituir a nivell estatal el Partit Agrari.